# Ílhavo
Ílhavo ist eine Stadt (Cidade) und ein Kreis (Concelho) in Portugal. Sie liegt im Distrikt Aveiro, im Norden der Region Centro.

## Geschichte
Ílhavos Geschichte ist eng mit dem Meer verbunden. Vermutlich ab 1372 v. Chr. sind erstmals Phönizier, Griechen und vermutlich auch nordeuropäisches Seevölker in die Mündung des Rio Vouga hinein gesegelt und haben dort erste Siedlungen errichtet. Später verkehrten hier auch Römer. Die Fischer von Ílhavo ihrerseits gelten als Gründer verschiedener Ortschaften (z. B. Cova-Gala bei Figueira da Foz). Der heutige Ortsname taucht erstmals als villa iliauo in Schriften der Kathedrale Sé von Coimbra auf, die aus den Jahren 1037 bis 1065 stammen, nach der endgültigen Rückeroberung von den Mauren.
Über die genaue Gründung des Kreises Ílhavo gibt es keine Dokumente. Im Jahr 1095 bestand er bereits. Die Stadt bekam erstmals Stadtrechte (Foral) von König D.Dinis im Jahr 1296.
1824 wurde hier die Vista-Alegre-Manufaktur gegründet, die für ihre Glas- und Porzellan-Herstellung berühmt wurde. Im Verlauf der verschiedenen Verwaltungsreformen nach der Liberalen Revolution 1822 wurde der eigenständige Kreis Ílhavo 1836 bestätigt, jedoch trotz Protesten seiner Bürger 1895 aufgelöst und Aveiro angeschlossen. Nach beständigen Bemühungen wurde der Kreis 1898 wiederhergestellt.
Infolge seiner Entwicklung wurde die bisherige Kleinstadt (Vila) Ílhavo 1990 zur Stadt (Cidade) erhoben. 2001 wurde Gafanha da Nazaré ebenso Stadt, verblieb jedoch eine Gemeinde des Kreises Ílhavo.

## Kultur und Sehenswürdigkeiten
Der überregional und international bekannteste Anziehungspunkt für Besucher ist das Museum und das historische Fabrikgelände der Vista-Alegre-Porzellan-Manufaktur. Auch die Sandstrände sind ein bedeutender Anziehungspunkt, insbesondere an der Costa Nova mit den charakteristischen bunten Holzhäusern.
Ílhavo gehört zur Rede Nacional de Município Arte Nova, einem Zusammenschluss von Orten in Portugal, die sich durch besonders zahlreiche und markante Bauten des Jugendstils (port.: Arte Nova) auszeichnen. Zu den bekanntesten Beispielen in Ílhavo zählen verschiedene Stadtvillen, etwa die reich verzierte Villa Africana.
Das Museu Marítimo de Ílhavo widmet sich der regionalen Fischerei- und Meeresgeschichte. So ist dort das letzte komplett erhaltene Schleppfang-Schiff der Stockfischfischereiflotte zu sehen.
Historisch war die arte xávega eine wichtige Form der Fischerei überall an den portugiesischen Küsten, und insbesondere in der hiesigen Region. Dabei wurden vom Strand aus Netze auf das Meer ausgebracht und mit Hilfe von Ochsengespännen an Land gezogen. Noch heute wird diese Art vereinzelt auch hier praktiziert und gilt als touristische Attraktion.

## Verwaltung

### Kreis Ílhavo
Ílhavo ist Sitz eines gleichnamigen Kreises. Die Nachbarkreise sind (im Uhrzeigersinn im Norden beginnend) Aveiro sowie Vagos. Der Kreis wird durch die Arme der Ria de Aveiro in drei Teile aufgespalten.
Die folgenden Gemeinden (freguesias) liegen im Kreis Ílhavo:

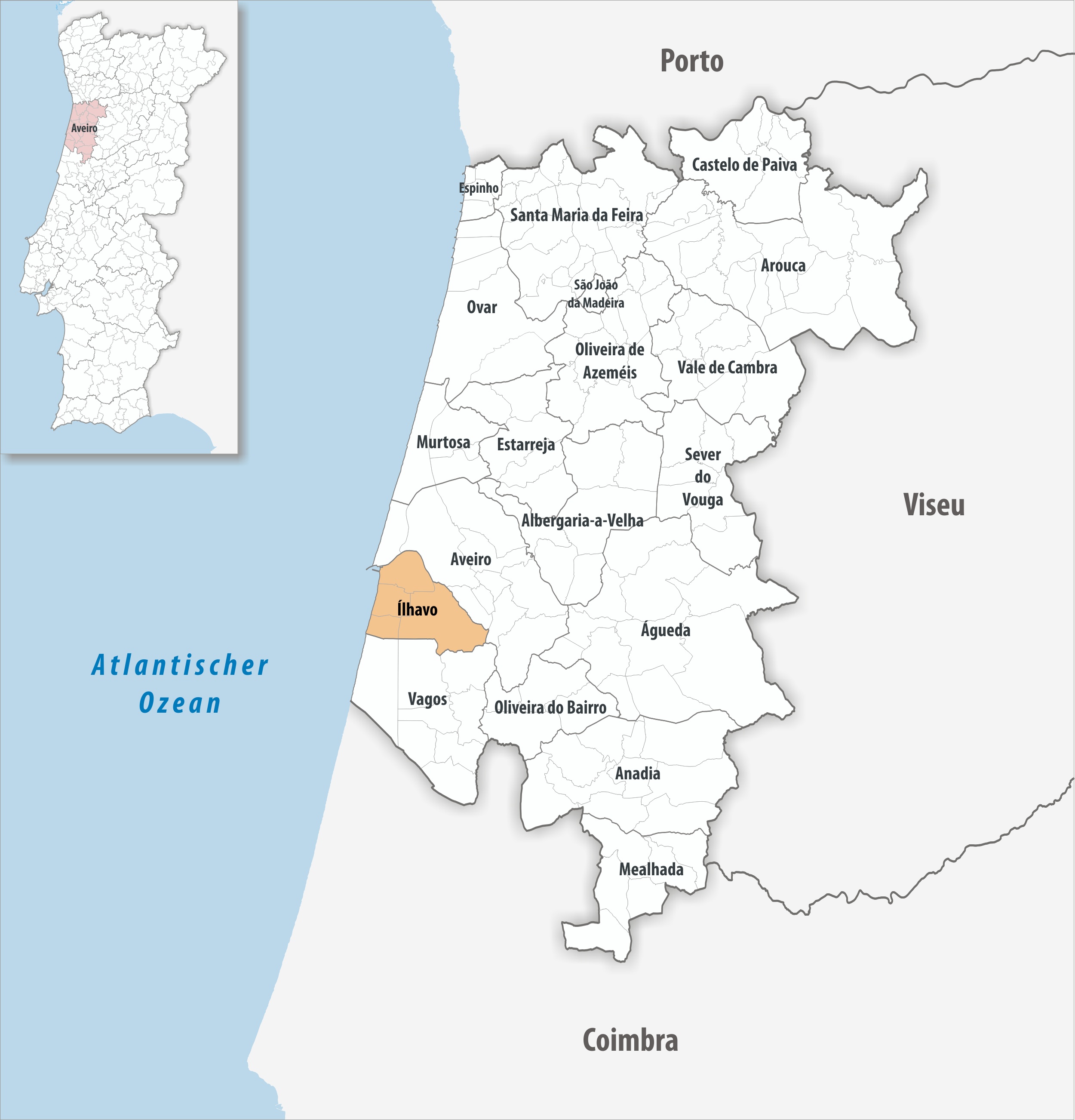
Kreis Ílhavo

| Gemeinde              | Einwohner (2021) | Fläche km² | Dichte Einw./km² | LAU- Code |
| --------------------- | ---------------- | ---------- | ---------------- | --------- |
| Gafanha da Encarnação | 5.318            | 10,98      | 484              | 011005    |
| Gafanha da Nazaré     | 15.551           | 16,44      | 946              | 011006    |
| Gafanha do Carmo      | 1.691            | 7,05       | 240              | 011007    |
| Ílhavo                | 16.675           | 39,00      | 428              | 011008    |
| Kreis Ílhavo          | 39.235           | 73,47      | 534              | 0110      |

### Bevölkerungsentwicklung
| Einwohnerzahl im Kreis Ílhavo (1801–2011) | Einwohnerzahl im Kreis Ílhavo (1801–2011) | Einwohnerzahl im Kreis Ílhavo (1801–2011) | Einwohnerzahl im Kreis Ílhavo (1801–2011) | Einwohnerzahl im Kreis Ílhavo (1801–2011) | Einwohnerzahl im Kreis Ílhavo (1801–2011) | Einwohnerzahl im Kreis Ílhavo (1801–2011) | Einwohnerzahl im Kreis Ílhavo (1801–2011) | Einwohnerzahl im Kreis Ílhavo (1801–2011) | Einwohnerzahl im Kreis Ílhavo (1801–2011) |
| ----------------------------------------- | ----------------------------------------- | ----------------------------------------- | ----------------------------------------- | ----------------------------------------- | ----------------------------------------- | ----------------------------------------- | ----------------------------------------- | ----------------------------------------- | ----------------------------------------- |
| 1801                                      | 1849                                      | 1900                                      | 1930                                      | 1960                                      | 1981                                      | 1991                                      | 2001                                      | 2011                                      |                                           |
| 5436                                      | 6797                                      | 13.163                                    | 17.709                                    | 25.108                                    | 31.383                                    | 33.235                                    | 37.209                                    | 38.598                                    |                                           |

### Kommunaler Feiertag
- Ostermontag

### Städtepartnerschaften
Ílhavo pflegt Städtepartnerschaften oder -freundschaften zu
- Kanada: St. John’s (Neufundland)
- Vereinigte Staaten: New Bedford (Massachusetts)

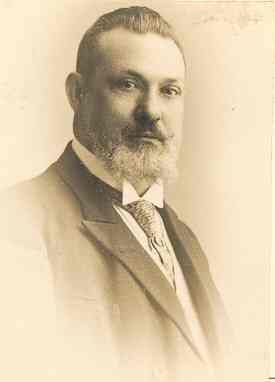
Tomé José de Barros Queirós

- Vereinigte Staaten: Newark (New Jersey)
- Deutschland: Cuxhaven
- Brasilien: Paraty
- Bulgarien: Ichtiman
- Island: Grindavík
- Portugal: Funchal

## Söhne und Töchter der Stadt
- José António Pereira Bilhano (1801–1890), Bischof des Erzbistums Évora
- Alexandre da Conceição (1842–1889), Autor, Lyriker und Literaturkritiker
- Francisco Xavier Esteves (1864–1944), Ingenieur, Hochschullehrer und Politiker
- Tomé José de Barros Queirós (1872–1925), Politiker und 1921 kurzzeitig Ministerpräsident des Landes.
- Manuel Trindade Salgueiro (1898–1965), Bischof des Erzbistums Évora
- Euclides Vaz (1916–1991), Bildhauer
- Mário Castrim (1920–2002), Journalist, Fernsehkritiker und Schriftsteller
- Mário Emílio de Morais Sacramento (1920–1969), Schriftsteller, Arzt und Politiker
- José Manuel Rolo (* 1941), Ökonom, Autor und Journalist
- António Vieira da Silva (* 1946), Mediziner, Lyriker und Musiker
- Bagão Félix (* 1948), Finanzmanager und Politiker, mehrmaliger Minister
- Maria Rebelo (* 1956), Langstreckenläuferin
- Viriato Teles (* 1958), Journalist und Schriftsteller
- Duarte Victor (* 1959), Schauspieler und Theaterregisseur
- Joaquim Teles (* 1963), Musiker
- José Agostinho Ribau Esteves (* 1966), Politiker
- Teresa Machado (* 1969), Leichtathletin
- Jacinta (* 1971), Jazz-Sängerin
- Catarina Resende (* 1972), Journalistin und Schriftstellerin
- João Paulo T. Esperança (* 1972), Linguist und Tetum-Übersetzer
- Jorge Cruz (* 1975), Musiker

## Galerie

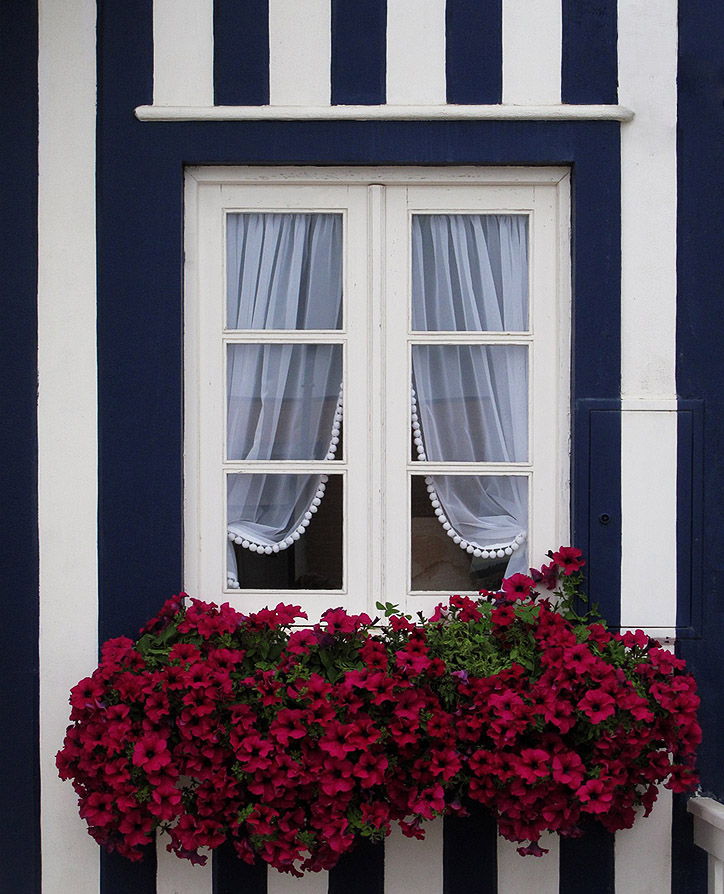
Fenster eines Palheiros
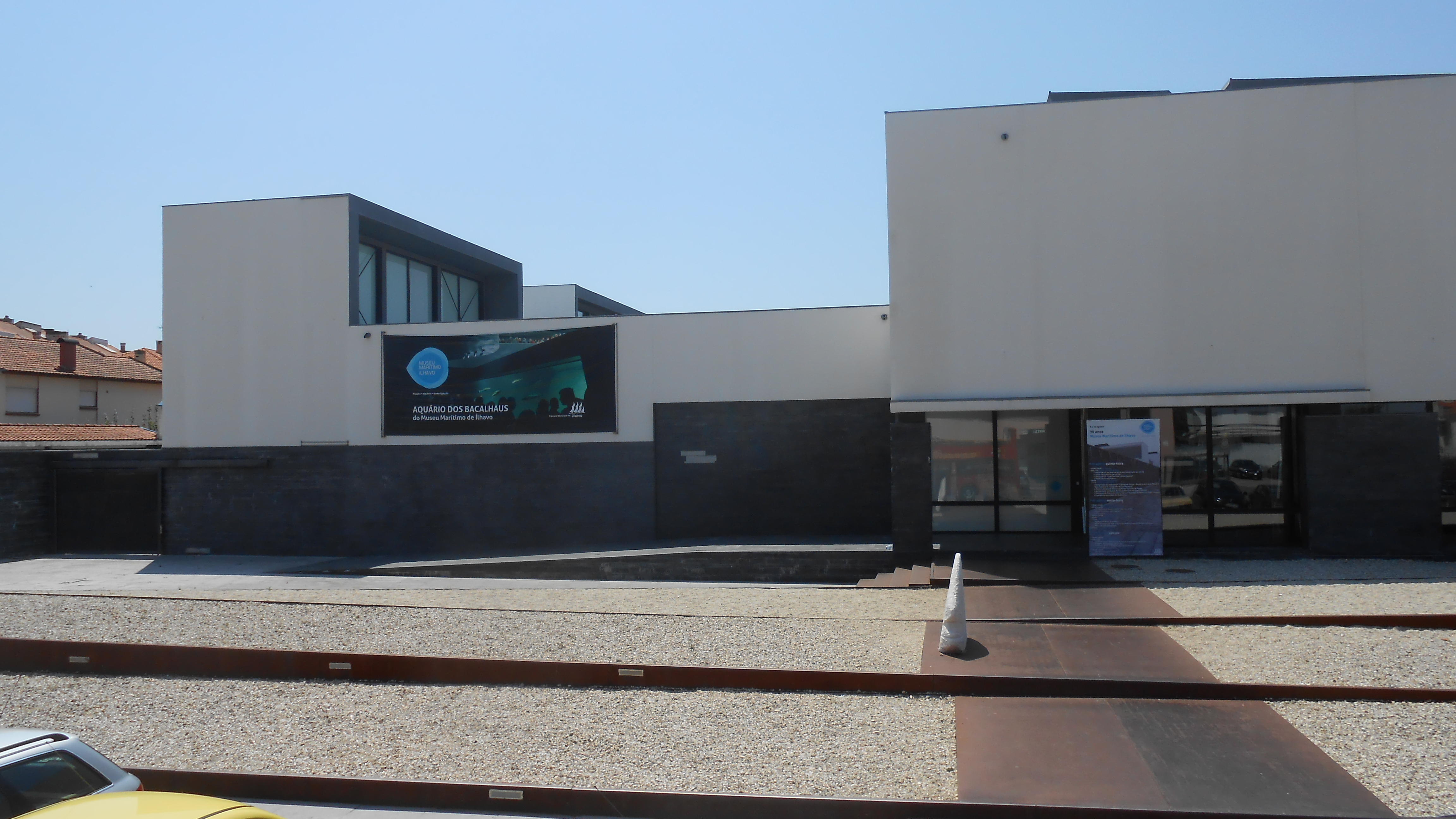
Das 1937 gegründete Fischereimuseum (Museu Marítimo de Ílhavo)
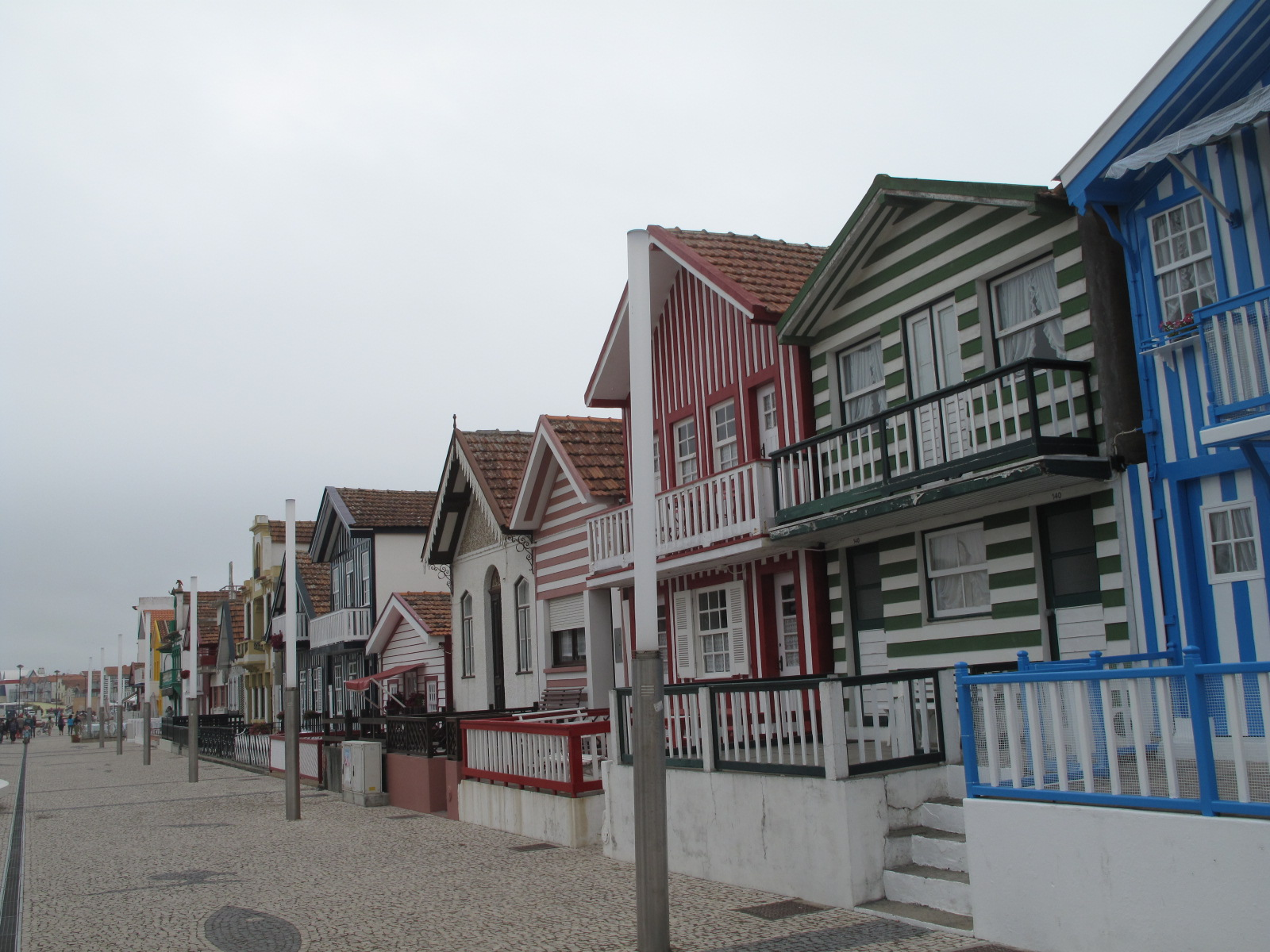
Die denkmalgeschützten Holzhäuser Palheiros da Costa Nova
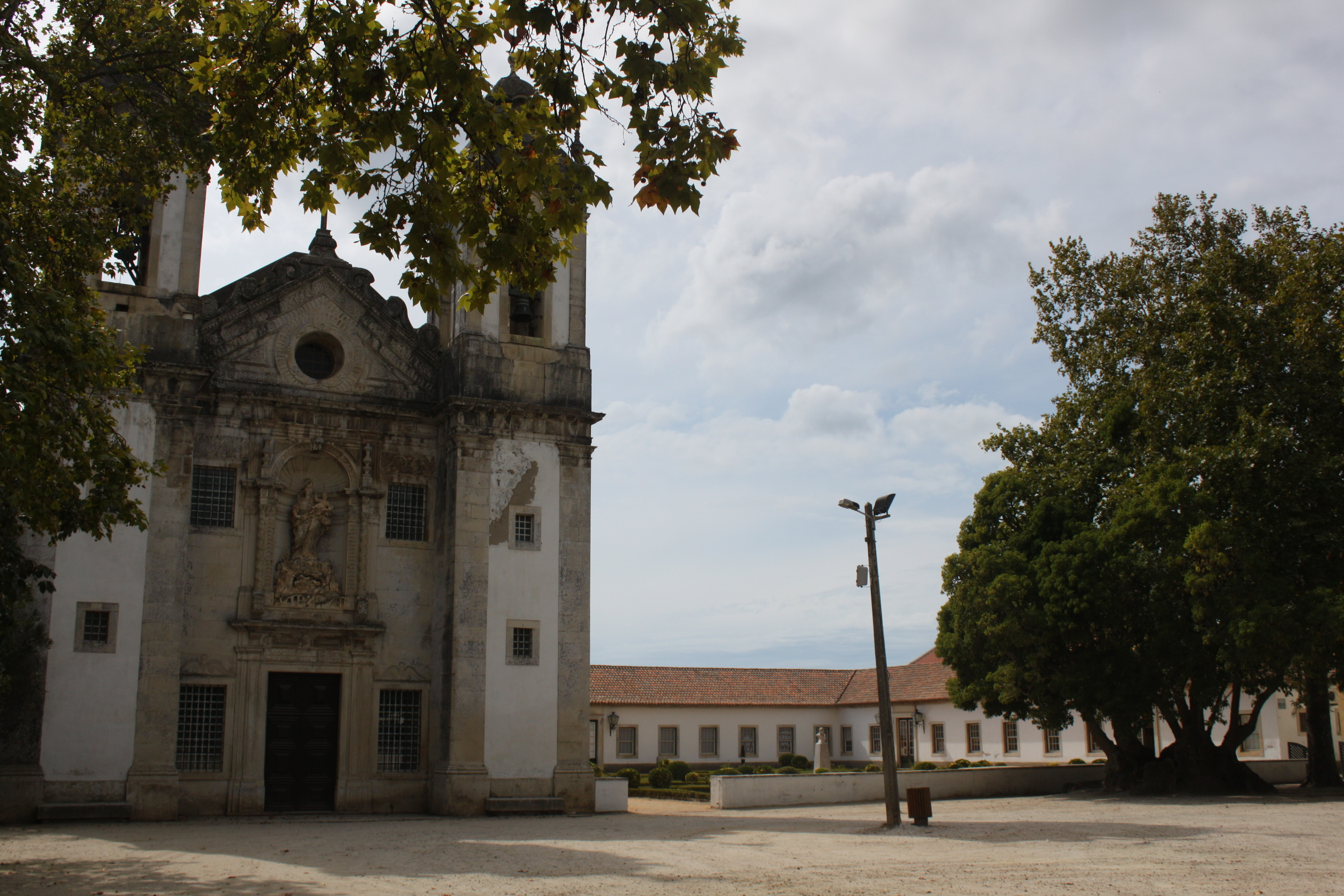
Werkseigene Kapelle der Vista Alegre-Porzellanmanufaktur
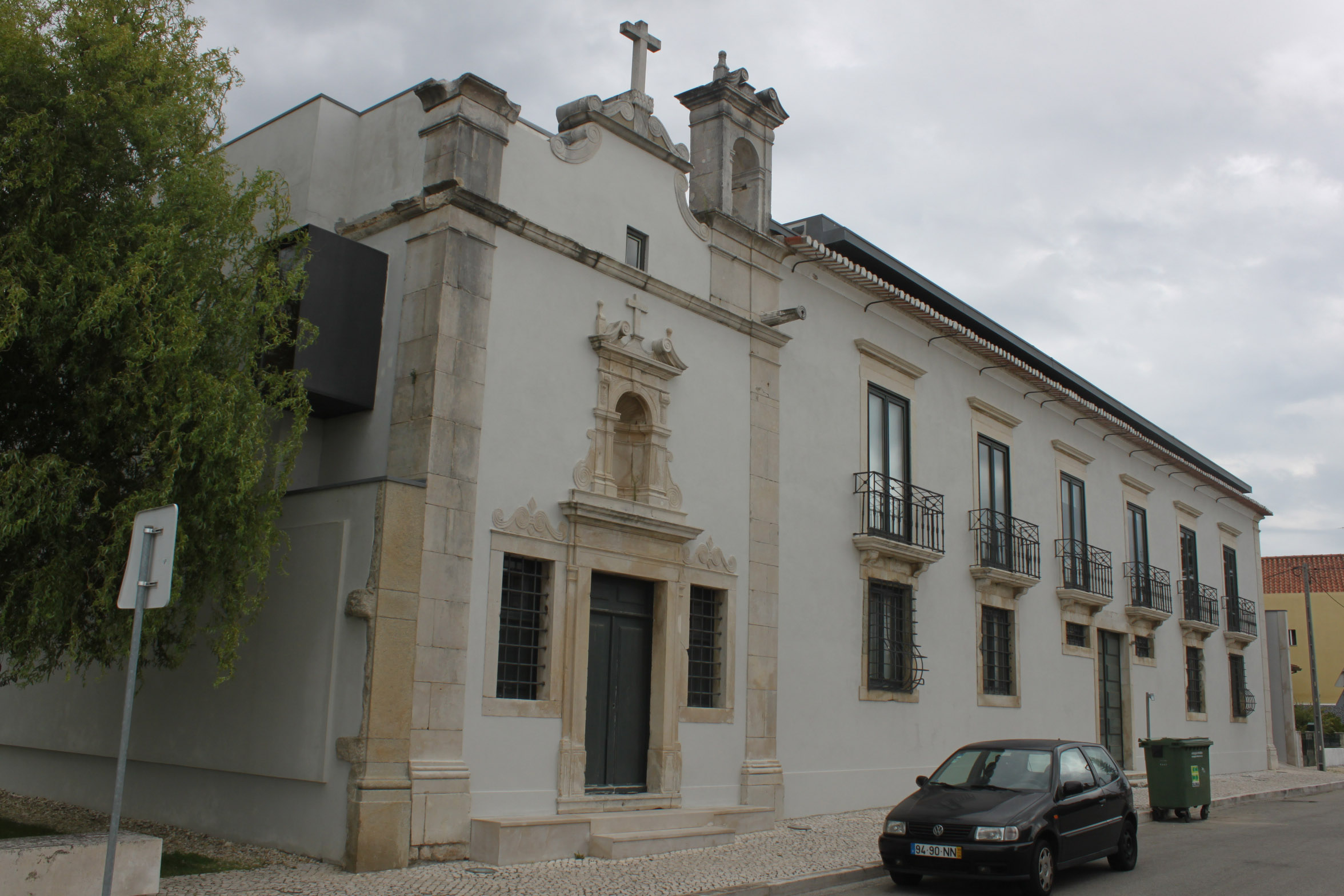
Der denkmalgeschützte Stadtpalast Solar do Visconde de Almeidinha
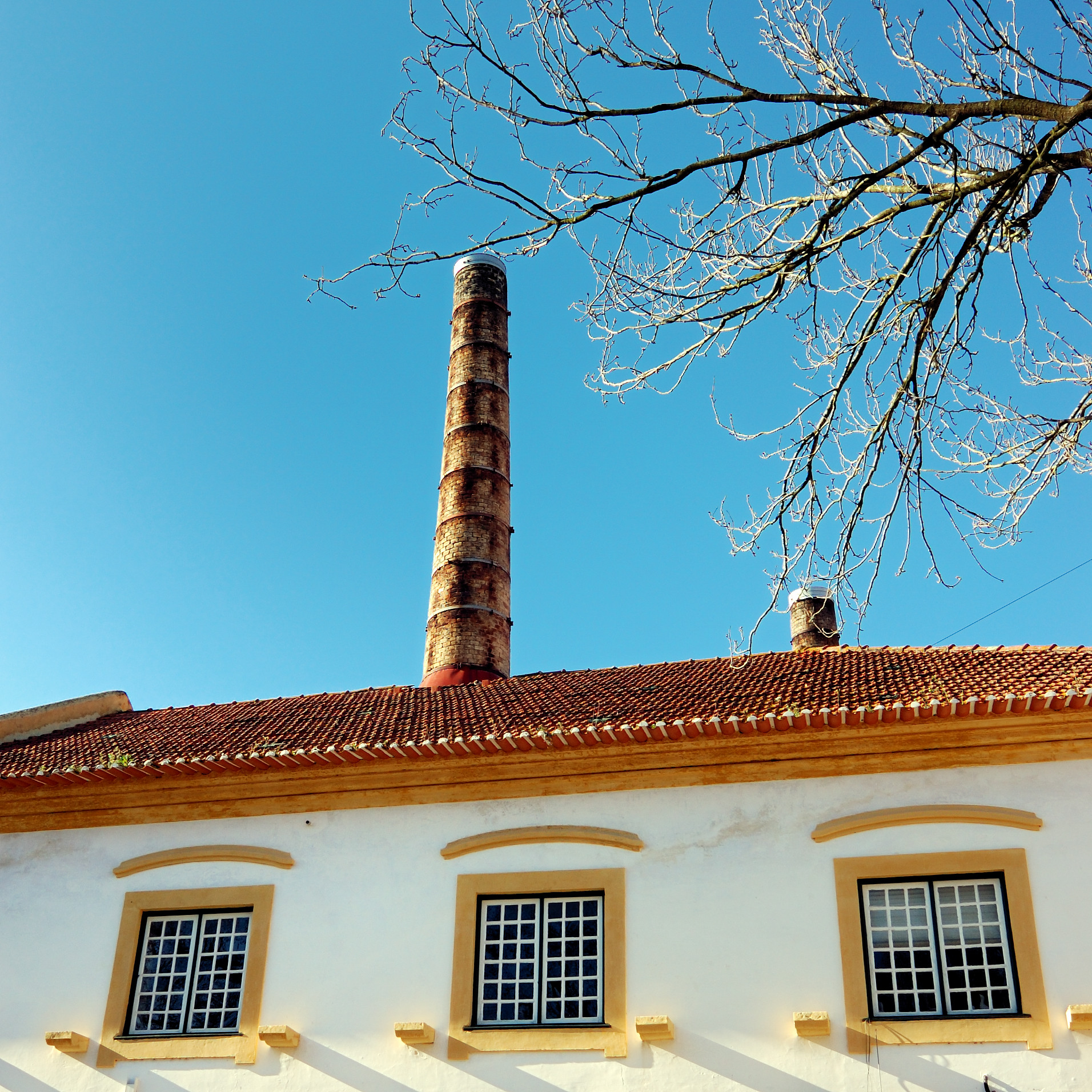
Auf dem Gelände der historischen Vista Alegre-Porzellanfabrik
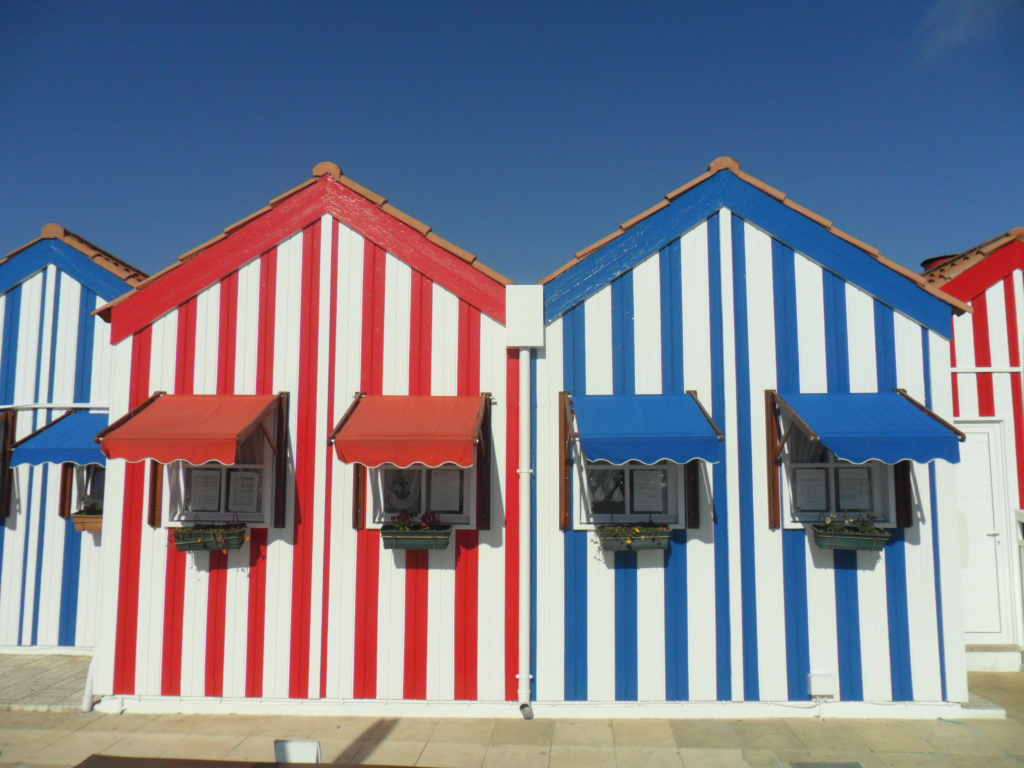
Einige der denkmalgeschützten Holzhäuser am Strand, die Palheiros